# Banca di Norvegia
Norges Bank è la banca centrale della Norvegia. Fondata il 14 giugno 1816, ha sede a Oslo e impiega circa 500 dipendenti. Oltre ad occuparsi delle tradizionali attività di responsabilità tipica delle banche centrali, quali la stabilità finanziaria e la stabilità dei prezzi, Norges Bank gestisce il Fondo di pensione norvegese, uno dei maggiori fondi di investimento del mondo.

## Storia
La storia della banca centrale norvegese risale al 1816, quando, due anni dopo la separazione dalla Danimarca e l'unione con la Svezia, la Norges Bank fu fondata con l'Atto dello Storting (il parlamento norvegese) il 14 giugno. La banca decise allora che l'unità monetaria dovesse essere lo speciedaler (rixdollar), suddiviso in 120 skilling o cinque ort ("rigsort") di 24 skilling ciascuno. 
Il 17 aprile 1875 furono aboliti i termini daler e skilling e fu deciso che l'unità monetaria dovesse essere una corona, divisa in 100 øre. Questa riforma preparò l'ingresso della Norvegia, il 16 ottobre di quell'anno, nell'Unione monetaria scandinava. Questa unione era stata stabilita tra Danimarca e Svezia nel 1873 su raccomandazione di una commissione congiunta (a cui partecipava la Norvegia) per istituire una moneta scandinava comune basata sull'oro. Ciò significava che le monete degli altri paesi dovevano avere corso legale allo stesso titolo di quelle coniate in patria. Il sindacato funzionò fino al 1914; da allora in poi perse ogni significato pratico, ma fu formalmente abolito solo nel 1972. 
Il 1º gennaio 1897 la sede della Norges Bank fu trasferita da Trondheim a Kristiania (Oslo) e nel 1906 fu aperta una nuova sede in Bankplassen - per 80 dipendenti compresi gli operai dello stabilimento di stampa delle banconote.
Durante la seconda guerra mondiale, la sede della Norges Bank fu temporaneamente trasferita a Londra nel 1940, in quanto il governo norvegese in esilio istituì un nuovo consiglio. Le riserve auree della banca furono evacuate via Åndalsnes, Molde e Tromsø a Londra, e da lì a New York e Ottawa. Questo oro e le altre riserve valutarie della banca erano sotto il controllo del consiglio di amministrazione di Londra. Allo stesso tempo, la banca continuò ad operare in Norvegia sotto la direzione dei nazisti fino alla fine della guerra e alle dimissioni del consiglio di amministrazione di Londra. Una commissione d'inchiesta del dopoguerra concluse che la direzione della banca di Oslo aveva assunto un atteggiamento fermo e corretto nei confronti delle autorità naziste. Nel 1962, l'Autorità di Vigilanza sulla Zecca e la Zecca Reale furono trasferite dallo Stato alla Norges Bank.

## Elenco dei governatori
- Karl Gether Bomhoff (1893–1920)
- Nicolai Rygg (1920–1946)
  - Arnold C. Ræstad (a capo della filiale londinese 1940–1945)
- Gunnar Jahn (1946–1954)
- Erik Brofoss (1954–1970)
- Knut Getz Wold (1970–1985)
- Hermod Skånland (1985–1993)
- Torstein Moland (1994–1995)
- Kjell Storvik (1996–1998)
- Svein Gjedrem (1999–2010)
- Øystein Olsen (2011–2022)[1]
- Ida Wolden Bache (dal 2022)